# マクシミリアン1世 (バイエルン王)
マクシミリアン1世ヨーゼフ（ドイツ語: Maximilian I. Joseph, 1756年5月27日 - 1825年10月13日）は、最後のプファルツ=ツヴァイブリュッケン公（在位：1795年 - 1797年）、後に最後のプファルツ・バイエルン選帝侯（マクシミリアン4世ヨーゼフ、在位：1799年 - 1806年）及び初代バイエルン国王（在位：1806年 - 1825年）。全名はマクシミリアン・マリア・ミヒャエル・ヨハン・バプティスト・フランツ・デ・パウラ・ヨーゼフ・カスパール・イグナティウス・ネポムク（Maximilian Maria Michael Johann Baptist Franz de Paula Joseph Kaspar Ignatius Nepomuk）。マックス・ヨーゼフ（Max Joseph）の愛称で知られる。

## 生涯

### 前半生
ヴィッテルスバッハ家プファルツ系傍系ツヴァイブリュッケン＝ビルケンフェルト家に、フリードリヒ・ミヒャエル公子の三男としてシュヴェツィンゲンで生まれた。母マリア・フランツィスカはプファルツ選帝侯カール4世フィリップ・テオドール（後にバイエルン選帝侯を継承）の最初の妃エリーザベト・アウグステの妹であり、先代の選帝侯カール3世フィリップの外孫だった。1767年に父が死去したため、父方の伯父プファルツ=ツヴァイブリュッケン公クリスティアン4世の後見の元で育った。
1777年にフランス陸軍大佐として軍務に就き、すぐに少将まで昇進している。アルザスがフランス領となって以降、ツヴァイブリュッケン家はアルザス軍の指揮官職を得ていた。マクシミリアン・ヨーゼフも1782年から1789年までストラスブールに配置されていたが、フランス革命が勃発するとオーストリア軍に移り、フランス革命戦争初期の会戦に参戦している。

### プファルツ=ツヴァイブリュッケン公・選帝侯時代
1795年、マクシミリアン・ヨーゼフは子供のない兄カール2世アウグストの死去により、兄が継いでいたプファルツ=ツヴァイブリュッケン公位を継いだが、所領はフランスに占領されていた。1799年にはカール・テオドールの後継者としてプファルツ・バイエルン選帝侯に即位した。カール・テオドールは即位時の経緯（バイエルン継承戦争を招いた）もあってバイエルンでは不人気であり、彼と対立していたプファルツ=ツヴァイブリュッケン公家のマクシミリアン4世ヨーゼフの即位は領民から歓迎された。
フランスとフランス啓蒙思想に共感を持っていたマクシミリアン4世ヨーゼフは、兄の代から官僚として仕えていたモンジュラ伯を重用し、様々な国政の改革を行なった。農業と商業の振興、法の改善や新たな法典の制定、旧来の特権を無視した課税の均等化などである。一方で修道院の多くが弾圧され、その収入は教育などの目的に使用された。
マクシミリアン4世ヨーゼフはドイツ民族主義の高まりには終始共感を抱かず、その外交政策はもっぱらヴィッテルスバッハ家あるいはバイエルン国家の利益のみを優先していた。1813年まで、バイエルンはナポレオン・ボナパルトにとって最も忠実なドイツの同盟国だった。この関係は、マクシミリアン4世ヨーゼフの長女アウグステ・アマーリアとナポレオンの養子ウジェーヌ・ド・ボアルネとの結婚で強化された。1801年のリュネヴィルの和約ではプファルツ選帝侯領のライン川左岸部分、プファルツ=ツヴァイブリュッケン公国、ユーリヒ公国などを正式に放棄したものの、1805年のプレスブルク条約によって、バイエルンはシュヴァーベン地方とフランケン地方を獲得した上で王国に昇格した。マクシミリアン4世ヨーゼフは1806年1月1日にミュンヘンでマクシミリアン1世ヨーゼフとしてバイエルン国王に即位した。

### バイエルン王即位後
バイエルン王マクシミリアン1世ヨーゼフはライン同盟に加盟していた王侯のうちで最も重要な一員であり、ナポレオンとの同盟をライプツィヒの戦いの直前まで維持したが、オーストリアに地位と領土が保証されたことで反ナポレオン側に回った。しかし1814年のパリ条約では、旧ヴュルツブルク公国と引き換えにチロルをオーストリアに返還している。ウィーン会議にマクシミリアン1世ヨーゼフは自ら出席したが、ここでもオーストリアに対してさらに譲歩しなければならなかった。旧プファルツ選帝侯国の一部（現在のラインラント＝プファルツ州南部のプファルツ地方、飛び地となった）を返還される代償に、イン川沿いの地域などを割譲させられたのである。マクシミリアン1世ヨーゼフは領土の一体性を維持するために奮闘したが、失望に終わった。
その後ウィーンでマクシミリアン1世ヨーゼフは、バイエルンの独立を脅かすどのような取り決めにも強く反対した。新たに成立したドイツ連邦がゆるやかな主権国家連合の形態となったのは、ドイツの領邦君主に完全な主権を認めるべきであるとするマクシミリアン1世ヨーゼフの主張によるところが大きい。ドイツ連邦の条例は法としてではなく、国際協定として宣言された。
1825年10月13日、ミュンヘン近郊のニンフェンブルク宮殿で死去した。バイエルン王位は長男ルートヴィヒ1世が継承した。
マクシミリアン1世ヨーゼフの治世に建設されたバイエルン国立歌劇場の前庭は、彼の愛称に因んでマックス・ヨーゼフ広場と名付けられ、騎乗のマクシミリアン1世ヨーゼフの銅像が建っている。曾孫で有名なルートヴィヒ2世と並び、旧バイエルン王国のシンボルとして今なおミュンヘン市民に親しまれている。

## 子女
生涯に2度結婚している。最初の妃はヘッセン＝ダルムシュタット方伯子ゲオルク・ヴィルヘルムの娘アウグステ・ヴィルヘルミーネで、1785年9月30日にダルムシュタットで結婚した。この最初の妃との間には以下の2男3女をもうけた。
- ルートヴィヒ・カール・アウグスト （1786年 - 1868年、バイエルン国王）
- アウグステ・アマーリア・ルドヴィカ・ゲオルギア （1788年 - 1851年、ロイヒテンベルク公ウジェーヌ・ド・ボアルネ妃）
- アマーリア・マリー・アウグステ （1790年 - 1794年）
- カロリーネ・アウグステ （1792年 - 1873年、ヴュルテンベルク王太子ヴィルヘルム妃・オーストリア皇帝フランツ1世妃）
- カール・テオドール・マクシミリアン・アウグスト （1795年 - 1875年）

1796年にアウグステ・ヴィルヘルミーネと死別すると、1797年3月9日にバーデン大公世子カール・ルートヴィヒの娘カロリーネとカールスルーエで結婚した。2人目の妃との間には以下の1男6女をもうけた。
- 男子 （1799年）
- カール・フリードリヒ・ルートヴィヒ・ヴィルヘルム・マクシミリアン・ヨーゼフ （1800年 - 1803年）
- エリーザベト・ルドヴィカ （1801年 - 1873年、プロイセン国王フリードリヒ・ヴィルヘルム4世妃）
- アマーリエ・アウグステ （1801年 - 1877年、ザクセン国王ヨハン妃）
- ゾフィー・フリーデリケ・ドロテーア・ヴィルヘルミーネ （1805年 - 1872年、オーストリア大公フランツ・カール妃）
- マリア・アンナ・レオポルディーネ・エリーザベト・ヴィルヘルミーネ （1805年 - 1877年、ザクセン国王フリードリヒ・アウグスト2世妃）
- マリー・ルドヴィカ・ヴィルヘルミーネ （1808年 - 1892年、バイエルン公マクシミリアン妃）
- マクシミリアーネ・ヨーゼファ・カロリーネ （1810年 - 1821年）